# Terminología de las islas británicas

Un diagrama de Euler clarificando la terminología, los términos geográficos en rojo, y los términos políticos en azul.

Se usan varios términos para describir las diferentes (y a veces coincidentes) áreas geográficas y políticas de las islas de Gran Bretaña, Irlanda e islas circundantes. La terminología es frecuentemente la causa de confusiones, en parte debido a la similitud entre algunas de las palabras usadas, pero también porque son usadas sin rigor. El propósito de este artículo es explicar los significados de y las relaciones entre estos términos.
En resumen, los términos principales y sus explicaciones simples son las siguientes:

## Términos geográficos
- - Las islas británicas es un archipiélago consistente de las dos grandes islas de Gran Bretaña e Irlanda, y muchas islas pequeñas circundantes.
  - Gran Bretaña es la isla más grande del archipiélago.[1][2][3]
  - Irlanda es la segunda isla más grande del archipiélago y se encuentra directamente al oeste de Gran Bretaña.
  - La lista de islas de las islas británicas incluye más de 1,000 islas,[4] de las cuales 51 tienen un área mayor a 20 km².

## Términos políticos
- - El Reino Unido de Gran Bretaña e Irlanda del Norte es la monarquía constitucional ocupando la isla de Gran Bretaña, las pequeñas islas cercanas (pero no la Isla de Man o las Islas del Canal), y la parte noreste de la isla de Irlanda. Usualmente es acortado a Reino Unido, Gran Bretaña, Bretaña y como the UK.[5] La abreviación GB es generalmente usada para el Reino Unido de Gran Bretaña e Irlanda del Norte en acuerdos internacionales p.e. la Unión Postal Universal, en los códigos de países del ISO 3166 (GB y GBR).
  - Irlanda es la república soberana ocupando la porción más grande de la isla de Irlanda. Sin embargo, para distinguir al estado de la isla de la que ocupa la mayor parte, o para distinguir a estos de Irlanda del Norte, también es llamada «la República de Irlanda» o simplemente «la República». Periódicamente, su nombre irlandés, Éire, se usa en contextos anglófonos para distinguirlo de «Irlanda del Norte», aunque la palabra «Éire» directamente se traduce como «Irlanda».
  - Inglaterra, Escocia, Gales e Irlanda del Norte son a veces llamados los países constituyentes del Reino Unido de Gran Bretaña e Irlanda del Norte. Como alternativa, pueden ser llamados como los países del Reino Unido.
  - Inglaterra y Gales, Escocia e Irlanda del Norte son jurisdicciones legales dentro del Reino Unido.
  - Gran Bretaña designa los países de Inglaterra, Gales y Escocia considerados como una unidad.[5][6]
  - islas británicas consiste del Reino Unido, las Islas del Canal y la Isla de Man. Estos son los Estados dentro de las islas británicas que tienen al monarca británico como jefe de Estado.

## Términos lingüísticos
- - El Reino Unido y (la República de) Irlanda son a veces llamadas naciones y países en documentos formales, mientras que Inglaterra, Gales, Escocia y (en menor medida) Irlanda del Norte son también llamadas naciones y países. En el uso diario los términos nación y país también son usados intercambiablemente.
  - Británico/a es un adjetivo perteneciente al Reino Unido; por ejemplo, un ciudadano de UK es llamado un ciudadano británico.
  - Gales es, a veces, erróneamente llamado el ‘’Principado de Gales’’, o solamente ‘el Principado’, aunque esto no tiene bases geográficas o constitucionales modernas.
  - Irlanda del Norte también puede ser llamado, por personas con creencias unionistas, como la Provincia, en relación con su ubicación dentro de la provincia del Úlster.

## Deporte
- - Los países constituyentes del Reino Unido usualmente compiten de manera separada en competencias internacionales como naciones (y en inglés pueden ser descritas como “the home nations”). Por ejemplo en fútbol, Escocia, Gales, Irlanda del Norte e Inglaterra juegan como naciones y son oficialmente llamadas naciones. Una complicación adicional es que en algunos deportes, tales como el rugby, los jugadores de Irlanda del Norte y la República de Irlanda juegan como un equipo, Irlanda, en competencias internacionales.
  - Los jugadores de rugby de Irlanda y de Gran Bretaña juegan para los Leones británicos e irlandeses representando a las cuatro “Home Unions” de Inglaterra, Irlanda, Escocia y Gales.
  - Gran Bretaña es usado usualmente para referirse al Reino Unido. Usualmente esto es simplemente lenguaje descuidado, pero es a veces usado como una abreviación oficial para Reino Unido de Gran Bretaña e Irlanda del Norte. Por ejemplo, en los Juegos Olímpicos, el equipo oficial llamado “Gran Bretaña” representa la entidad política del Reino Unido, que incluye Irlanda del Norte. El equipo olímpico de “Irlanda” representa a toda la isla de Irlanda, una entidad geográfica. Los atletas de Irlanda del Norte tienen la opción de participar en el equipo “Gran Bretaña” o el equipo “Irlanda”.[7]
  - En la mayoría de los deportes individuales (p.e. tenis y atletismo), a nivel internacional los competidores son identificados como GB si son de Gran Bretaña o Irlanda del Norte. Una pequeña cantidad de deportes (p.e. golf) identifica a los participantes como representantes de su país constituyente. En los Juegos de la Mancomunidad, Inglaterra, Irlanda del Norte, Escocia y Gales compiten como naciones separadas, así como lo hacen las tres Dependencias de la Corona.

## A primera vista
A continuación hay una guía visual de referencia para algunos de los conceptos y territorios principales descritos en este artículo:

Las islas británicas
Las British Islands ("Islas Británicas") según las leyes del Reino Unido
La Isla de Man
Las Islas del Canal (Jersey, Guernsey)
Irlanda
La República de Irlanda
El Reino Unido
Irlanda del Norte
Gran Bretaña
Inglaterra
Escocia
Gales

## Terminología a detalle
- Bretaña es un término político y geográfico que puede referirse al Reino Unido de Gran Bretaña e Irlanda del Norte,[8] a veces la isla de Gran Bretaña (o a la región histórica de Bretaña, en Francia).
- Gran Bretaña es la isla más grande de Europa y la unión política de tres naciones, siendo éstas:

- ’’’Inglaterra y Gales’’’ es un término político y administrativo refiriéndose a las dos naciones constituyentes de Inglaterra y Gales, las cuales comparte el mismo sistema legal. Entre Acta de Gales y Berwick (1746) y 1967 el término “Inglaterra” legalmente incluía a Gales.

- Inglaterra (ver también el histórico Reino de Inglaterra).
- Gales (ver también el histórico Principado de Gales).

- Escocia (ver también el histórico Reino de Escocia)

- El histórico Reino de Gran Bretaña es Bretaña para el periodo de 1707 a 1801.
- Britannia es la provicina romana de Bretaña, o una referencia poética para Bretaña, o una personificación de Bretaña.

- El Reino Unido de Gran Bretaña e Irlanda del Norte', usualmente reducido a Reino Unido (abreviado UK), es Gran Bretaña más Irlanda del Norte desde 1927. (La Partición de Irlanda tomó lugar en 1922, pero el consecuente cambio en el título oficial fue hecho por Acta del Parlamento cinco años después). El Reino Unido de Gran Bretaña e Irlanda del Norte es usualmente abreviado a Bretaña (Britain), aún en sitios web oficiales.[9][10]

- El histórico Reino Unido de Gran Bretaña e Irlanda fue Gran Bretaña más Irlanda para el periodo de 1801 a 1922, aunque el cambio de nombre tras la secesión/independencia de la mayor parte de Irlanda tomó lugar hasta 1927.

NB: Mientras que ‘’Reino Unido’’ es normalmente abreviado como UK en inglés, el código de país de dos letras oficial ISO 3166 es GB y el código de tres letras es GBR (Ucrania tiene el código de dos letras UA y el de tres letras UKR). Debido a una convención preexistente originándose en la red educacional JANET en el Reino Unido, el dominio de nivel superior geográfico del Reino Unido es .uk, una irregularidad de la práctica TCP/IP de seguir el ISO 3166 (un dominio .gb también fue usado hasta cierto grado en el pasado pero ya no es usado). GB también es usado en las placas de los automóviles para indicar al Reino Unido.
- Irlanda (en irlandés, Éire) se refiere, geográficamente, a la isla de Irlanda, o a cualquiera de los siguientes:

Históricamente:
- El Reino de Irlanda fue Irlanda para el periodo de 1541-1801. (El Rey de Irlanda permaneció como jefe de Estado en el Estado Libre Irlandés e Irlanda/Éire hasta el Acta de la República de Irlanda (1948) abolió ese estatus).
- La República Irlandesa, establecida por la Declaración irlandesa de Independencia, fue una república de 32 condados que abarcaba la totalidad de la isla durante el periodo de 1919 a 1922 – aunque su gobierno de facto no abarcaba toda la isla. Durante este periodo, de acuerdo a la ley Británica, Irlanda permaneció parte del RU aunque su independencia fue reconocida por Rusia.
- Irlanda del Sur fue un Estado de autonomía política de 26 condados propuesto bajo la Ley de Gobierno de Irlanda de 1920. Nunca existió en la práctica siendo reemplazado por:
- El Estado Libre Irlandés es Irlanda exceptuando Irlanda del Norte durante el periodo de 1922 a 1937.

Los términos República Irlandesa, Irlanda del Sur, el Estado Libre Irlandés y Éire (en textos en inglés) fueron usados de manera sinónima con el de (República de) Irlanda, aunque su uso es inapropiado y potencialmente ofensivo si se hace actualmente.
Sin embargo es de notarse que hasta el 2010, en el sitio de la BBC, la República de Irlanda aún es ampliamente y casi exclusivamente referida como "República Irlandesa".
Presente:
- Irlanda (en irlandés, Éire) es la entidad política consistente de la isla de Irlanda exceptuando Irlanda del Norte, desde 1937 al presente. Éste es el nombre del Estado de acuerdo a la Constitución irlandesa.
- La República de Irlanda una “descripción” legal de Irlanda, exceptuando a Irlanda del Norte, de 1949 hasta hoy en día. Esta forma es usada cuando se requiere tacto o desambiguación. También es el nombre usado por el equipo internacional de fútbol.
- Irlanda del Norte de 1992 al presente. Esa parte de la isla de Irlanda al norte de la línea de partición de 1922, y que aún es parte del Reino Unido. Es a veces referida como “es Norte de Irlanda”, “los Seis Condados” o (en usos extremistas) los “seis condados ocupados”, especialmente por los nacionalistas irlandeses.
- Úlster, el nombre de una de las cuatro provincias tradicionales de Irlanda. El área contiene los nueve condados más al norte, seis de los cuales forman Irlanda del Norte, y tres de los cuales forman parte de la República de Irlanda. También es usado frecuentemente para la más pequeña Irlanda del Norte. Aunque Úlster no ha sido una entidad política desde los antiguos Reinos provinciales gaélicos, permanece asociado con un área geográfica y es usado en contextos deportivos y culturales.

En los deportes
- En los juegos gaélicos, no se reconoce distinción entre los condados de la República y aquellos de Irlanda del Norte. Los equipos de los condados juegan en sus campeonatos provinciales (donde los seis condados del Úlster de Irlanda del Norte y los tres de la República juegan en el campeonato del Úlster) y los ganadores de éstos juegan en el campeonato de toda Irlanda. Aún dentro de Irlanda del Norte, un tricolor, la bandera de la República de Irlanda, es usada en todos los juegos. En juegos más importantes, donde se toca un himno, siempre es el himno nacional de la república. En el caso de las series de fútbol de reglas internacionales contra Australia, un equipo nacional irlandés es conformado de los treinta y dos contados.
- En fútbol asociación, los equipos corresponden a entidades políticas: Irlanda del Norte y la República de Irlanda. De acuerdo con las reglas de la UEFA y la FIFA, cada uno de estos países tiene su propia liga de fútbol: la Liga Irlandesa y la Liga de Irlanda respectivamente.
- En rugby, rugby a 13, hockey sobre césped, criquet, boxeo, golf, atletismo y otros deportes, el equipo Irlanda se conforma por miembros de toda la isla (de la República y de Irlanda del Norte). Muchas organizaciones deportivas están subdivididas según líneas provinciales, ej. Asociación Atlética Gaélica, golf.

- Las islas británicas es un término usado para referirse a la isla de Gran Bretaña más la isla de Irlanda y muchas islas circundantes, incluyendo la Isla de Man y, en algunos contextos, las Islas del Canal (Guernsey y Jersey).
- Gran Bretaña e Irlanda, o variantes como “Bretaña e Irlanda” o “el Reino Unido e Irlanda” son a veces usados como alternativas al término islas británicas.
- Islas anglo-celtas es un término alternativo (de uso limitado) para la región geográfica abarcando Bretaña e Irlanda, más comúnmente conocidas como las ‘islas británicas’. ‘Islas anglo-celtas’ es un derivado de esto. Es un término que pretende estar libre de implicaciones políticas y usa el término agrupador macro-cultural anglo-celta, refiriéndose a los pueblos de los cuales la mayoría de los grupos poblacionales de las islas descienden-los anglosajones y los celtas (puede ser inclusivo para los anglonormandos).
- Islas del Atlántico Norte es otro término sugerido como reemplazo para ‘islas británicas’, sin las mismas connotaciones. Sin embargo, su convolución e falta de practicidad debido a la inclusión implícita del resto de las islas del Atlántico Norte tales como Islandia lo han hecho inoperante y no se ha vuelto de uso común. El término fue usado como parte de las negociaciones para el acuerdo de Belfast. (Su acrónimo IONA, también es el nombre de la pequeña pero históricamente importante isla de Iona cerca de la costa de Escocia.)
- Las islas británicas (un término legal fuera de uso común) es el Reino Unido, la Isla de Man y las Islas del Canal.
- Bretaña, y a veces conocida con anterioridad como ‘Pequeña Bretaña’ es un Ducado histórico en el oeste de Francia, hoy una región francesa; para este sentido administrativo moderno, ver Bretaña.

## Distinciones geográficas

### Las islas británicas
|  | Las islas británicas son un archipiélago en el océano Atlántico cerca de la costa de Europa continental. Incluye Irlanda, Gran Bretaña, y la Isla de Man. En un sentido técnicamente geográfico, las islas británicas no incluyen las Islas del Canal pero en la práctica, y a pesar del hecho de que “Islas Británicas” es un término geográfico, las Islas del Canal poseídas por el Reino Unido son usualmente incluidas debido a sus asociaciones políticas con y relativa proximidad a Bretaña. También incluidas están las cientos de pequeñas islas cerca de la costa de ambas islas tales como las islas Shetland y las Orcadas. El término no es aceptado universalmente. |

### Gran Bretaña
|  | Gran Bretaña se refiere a la más grande de las islas británicas. En el sentido actual de la palabra “Gran” significa “más grande” con relación a Bretaña en la actual Francia. Un término histórico para una península en Francia que corresponde en gran medida a la provincia moderna francesa es Bretaña Menor o Pequeña Bretaña. La región fue colonizada por muchos inmigrantes británicos durante el periodo de migración anglosajona a Bretaña, y llamada “Bretaña Menor” por ellos. El término francés “Bretagne” ahora se refiere a la “Bretaña Menor” francesa, no a la “Gran Bretaña” británica, que en francés se llama Grande-Bretagne. En tiempos clásicos, el geógrafo romano Ptolomeo en su Almagesto también llamó a la isla más grande Megale Brettania (Gran Bretaña). En ese tiempo, era en contraste a la isla más pequeña de Irlanda), que también llamó Mikra Brettania (Bretaña Menor). En sus trabajo posterior Geographia, Ptolomeo se refiere a Gran Bretaña como Albión y a Irlanda como Iwernia. Es posible que estos “nuevos nombres” hayan sido los nombres nativos de las islas en la época. Los primeros nombres, en cambio, posiblemente habían sido acuñados antes de tener contacto directo con los pueblos locales. |

### Escocia
|  | Escocia es el segundo país constituyente más grande del Reino Unido, ocupando la parte norte de la isla de Gran Bretaña, e incluye los cientos de pequeñas islas cerca de la costa, tales como Arran, las Hébridas, Shetland y las Orcadas. Escocia limita con Inglaterra al sur y está limitada por el océano Atlántico al oeste y por el mar del Norte al este. |

### Inglaterra
|  | El nombre Inglaterra específicamente se refiere al país constituyente más grande del Reino Unido. Ocupa la parte sureste de la isla de Gran Bretaña e incluye pequeñas islas cerca de la costa, tales como la Isla de Wight y las Islas Sorlingas. Escocia y Gales, otros países constituyentes del Reino Unido, no son Inglaterra, pero colindan con ella. Entre el Acta de Gales y Berwick (1746) y el Acta de Idioma Galés (1967), sin embargo, el término “Inglaterra” legalmente incluía a Gales. |

### Gales
|  | Gales es el tercer país constituyente más grande del Reino Unido, ocupando parte el área occidental en la mitad sur de la isla de Gran Bretaña, así como algunas islas más pequeñas. Gales tiene una frontera terrestre con Inglaterra, y colinda con el mar de Irlanda al norte, el canal de San Jorge al oeste y el canal de Bristol al sur. |

### Irlanda
|  | La segunda isla más grande en el archipiélago es Irlanda. La mayor parte de la isla está en la República de Irlanda. El noreste de la isla (Irlanda del Norte) es un país constituyente del Reino Unido. Que Irlanda sea una parte de las “Islas Británicas” geográficas, no significa que toda la isla sea políticamente “británica”, y el término islas británicas ha sido descrito como “políticamente cargado”. También hay muchas islas pequeñas en la costa de Irlanda. |

### Isla de Man
|  | La Isla de Man se encuentra entre Gran Bretaña e Irlanda. Está gobernada como una dependencia de la Corona británica, teniendo su propio parlamento, pero con el Reino Unido como responsable de su defensa y relaciones externas. |

### Islas del Canal
|  | Aunque las Islas del Canal están asociadas con el Reino Unido políticamente como dependencias de la corona, son un afloramiento de la cercana Francia, e históricamente son las últimas partes restantes del antiguo Ducado de Normandía. |

## Distinciones políticas

### El Reino Unido
El Reino Unido de Gran Bretaña e Irlanda del Norte es el título oficial del estado. Este nombre aparece en la documentación oficial tales como pasaportes británicos. Por conveniencia, el nombre es usualmente acortado a Reino Unido, RU (United Kingdom, UK), Gran Bretaña o Bretaña.
El Reino Unido es un Estado soberano. Sus cuatro países constitutivos son considerados a veces con un estatus diferentes. Esta visión puede ser apoyada por la existencia de gobierno devueltos con diferentes niveles de poder en Escocia, Irlanda del Norte y Gales (ver Fedarlismo asimétrico). Gales también es descrito a veces como un principado del Reino Unido (Príncipe de Gales es un título usualmente dado al heredero aparente al trono británico pero no tiene ningún rol con respecto a Gales). Irlanda del Norte es a veces descrita como por ciudadanos del Reino Unido como una provincia del Reino Unido, lo que deriva de las provincia irlandesa de Úlster, de las que Irlanda del Norte es parte. Este epíteto también es aplicado porque originalmente era parte del RU como parte de Irlanda y no como un país o nación constituyente por derecho propio. Irlanda del Norte había tenido, hasta 1972, un mayor grado de autogobierno que las otras partes constituyentes del RU.
Gran Bretaña es tanto una entidad geográfica como una entidad política. Geográficamente es una isla, pero políticamente contiene las islas que le pertenecen a las naciones constituyentes – Inglaterra, Gales y Escocia (más notablemente la Isla de Wight de Inglaterra, Anglesey de Gales, y las Hébridas Interiores, Hébridas Exteriores, las Orcadas y las Islas Shetland.
La abreviación GB es usada oficialmente para el Reino Unido, por ejemplo en las Olimpiadas, o en los códigos de identificación de países de las placas automovilísticas) para autos registrados en el Reino Unido. El código GB no es siempre aceptado, y, alternativas no oficiales son usadas a veces a manera de protesta (tales como SCO en Escocia, CYM en Gales (Cymru), NI en Irlanda del Norte, o ENG en Irlanda).
El código de internet ”.gb”, aunque asignado al RU, es virtualmente inútil y los dominios del RU usan ”.uk”.
Las cuatro partes constituyentes del RU también son conocidas como las Home Nations’’ o las “Cuatro Naciones”. La BBC se refiere sus transmisiones abarcando todo el RU como Naciones y Regiones (“regiones” refiriéndose a las regiones de Inglaterra). Por lo tanto las convenciones en el RU tienden a describir cuatro ‘’naciones’’ diferentes que existen dentro de un solo Estado soberano.
En el deporte, para la mayoría de ellos, las naciones del RU tienen sus equipos nacionales separados – Inglaterra, Gales, Escocia, e Irlanda del Norte por ejemplo en fútbol. Las competencias deportivas entre las Cuatro Naciones son conocidas como “Home Internationals” (un ejemplo es el British Home Championship de fútbol).
El cuerpo gobernante para el fútbol en Irlanda del Norte es llamada Asociación Irlandesa de Fútbol, habiendo existido desde cuarenta años antes de la partición. Su contraparte en la República (más Derry City FC) es la Asociación de Fútbol de Irlanda. La selección de fútbol de Irlanda del Norte mantuvo el nombre “Irlanda” por alrededor de cincuenta años después de la partición. Desde aproximadamente 1970 los dos equipos han sido llamados “Irlanda del Norte” y “República de Irlanda” respectivamente.
Los equipos del RU en las olimpiadas han competido bajo nombres diferentes – más recientemente en Pekín los atletas fueron presentados en la ceremonia inaugural bajo un estandarte que decía simplemente Gran Bretaña, en lugar de Gran Bretaña e Irlanda del Norte. Los atletas olímpicos de Irlanda del Norte pueden escoger si representan al RU o a Irlanda.
Desde el Acuerdo de Viernes Santo, y la subsecuente implementación de legislación, organizaciones deportivas (y otras organizaciones, ej. turismo, Consejos de los idiomas gaélico irlandés y escocés del Úlster); en la isla de Irlanda ha aumentado de manera transfronteriza.
Los ciudadanos del RU son llamados Británicos o Britanos. El término Brits también puede ser usado en inglés, a veces peyorativamente, por ejemplo por partidarios del independentismo escocés cuando se refieren a partidarios de la Unión. Algunos otros nombres en el argot para los Britanos son Tommy (para los soldados Británicos), Anglo y Limey. Anglo se refiere propiamente sólo a Inglaterra, pero a veces es usado como una referencia más amplia como un elemento en adjetivos compuestos; por ejemplo, ”relaciones Anglo-francesas” puede ser usado en artículos periodísticos cuando se refieren a las relaciones entre las entidades políticas de Francia y el Reino Unido. Anglosajón puede ser usado (particularmente en los idiomas europeos continentales) cuando se refieren al conjunto del mundo angloparlante, la Angloesfera, aunque étnicamente muy pocos de los mil millones de angloparlantes son de origen anglosajón.

### Irlanda

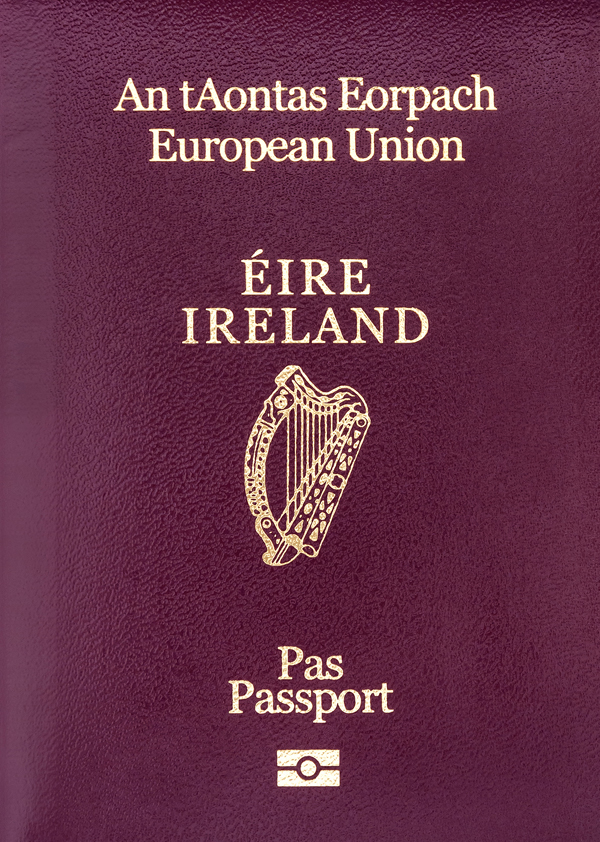
Un pasaporte irlandés

Desde la adopción de la Constitución de Irlanda en 1937, Irlanda ha sido el nombre constitucional del Estado que cubre aproximadamente cinco sextos de la isla de Irlanda. (Irlanda del Norte) cubre el otro sexto de la isla en su noreste. Irlanda del Norte permanece como una parte constituyente del Reino Unido).
Desde el Acta de la República de Irlanda (1948), el término “República de Irlanda” es el término usado como una descripción adicional del Estado. Este término es útil para evitar ambigüedades entre el nombre de la isla y el nombre del estado. Sin embargo, el término “Irlanda” siempre es usado en contextos diplomáticos formalos tales como la Unión Europea o las Naciones Unidas. El pasaporte de la República de Irlanda porta el nombre Éire – Ireland.
Antes de la introducción de la constitución de 1937 y el nuevo nombre, el Estado Libre Irlandés ocupó el mismo territorio que el moderno Estado de Irlanda. El Estado Libre Irlandés se convirtió en el dominio autónomo del Imperio Británico en 1922 cuando se separó del Reino Unido a través del Tratado Anglo-Irlandés. El rey dejó de ser su jefe de Estado en 1936 y el Estado dejó de ser un Dominio y dejó la Mancomunidad en 1948.
Tradicionalmente, la isla de Irlanda está dividida en cuatro provincias – Leinster, Connacht, Munster y Úlster, con cada una de las provincias dividida en condados. La República de Irlanda toma el 83% de la isla, y veintiséis de los treinta y dos condados tradicionales de Irlanda. Irlanda del Norte toma área restante y seis de los nueve condados tradicionales del Úlster, aunque estos condados no existen ya como unidades administrativas oficiales.
En la isla de Irlanda poner los nombres a lugares a veces suscita problemas políticos. El uso de “Irlanda” como el nombre oficial de Estado causa ofensa a algunos unionistas en Irlanda del Norte, que creen que implica que el Estado aún reclama la totalidad de la isla – la terminología de “República de Irlanda” o “Éire” es preferido por los unionistas de Irlanda del Norte cuando se refieren a ese Estado político. Similarmente, algunos nacionalistas en Irlanda del Norte también prefieren reservar el uso de “Irlanda” para referirse a toda la isla.
En Irlanda del Norte, “Irlandesidad” es una identidad altamente imputada, con percepciones fundamentalmente diferentes entre unionistas quienes se perciben a ellos mismo como británicos e irlandeses, y nacionalistas que consideran a ambas comunidades como parte de la nación irlandesa.
La República de Irlanda es también referida por las comunidades nacionalistas y republicanas por el término “los Veintiséis Condados”, con la connotación que el estado constituido como tal forma sólo una porción de la unidad política ideal de la República Irlandesa, que consistiría en todos los treinta y dos contados en los que la isla está dividida. Adicionalmente, el término ”los Seis Condados” (en referencia a los seis condados de Irlanda del Norte) también es usado. Otros términos nacionalistas incluyen: ”los seis condados ocupados”, pero más popularmente, ”el norte de Irlanda” y, ”el norte”, estos términos también usados por la estación RTÉ.
El pasaporte irlandés está disponible para ciudadanos irlandeses y también puede ser solicitado a través de los servicios consulares irlandeses y las embajadas irlandesas locales. Debido a la ley irlandesa de nacionalidad, cualquier persona nacida en la isla de Irlanda antes del 2005, o descendiente de primera generación de tal persona, puede solicitar un pasaporte irlandés. Como tal, la gente nacida en Irlanda del Norte y sus hijos pueden ser ciudadanos irlandeses y tener un pasaporte irlandés si así lo deciden.

### Úlster
La terminología y el uso del nombre Úlster en la cultura irlandesa y británica varía. Muchos dentro de la comunidad unionista se refieren a Irlanda del Norte como Úlster  - aunque esto es oficialmente incorrecto, ya que la provincia irlandesa de Úlster es una unidad de nueve condados que incorpora los tres condados de Donegal, Cavan y Monaghan, que están en la República de Irlanda, junto con los seis condados de Irlanda del Norte. El término Úlster (y “la Provincia”) es a veces preferidos por unionistas, algunas veces porque puede sugerir un origen de la política de Irlanda del Norte que antedata a 1922, refiriéndose al Acta de Unión (1800), la Revolución Gloriosa de 1689, la Plantación del Úlster en 1610, las antiguas migraciones entre Úlster y Escocia, y aún a la tradición bíblica. Este uso para el término Úlster por los unionistas para significar Irlanda del Norte, es percibido como ofensivo por algunos miembros de la comunidad nacionalista pues Úlster incluye, pero no es exclusivo, de Irlanda del Norte. Ciertos nombres locales también son disputados, Derry/Londonderry por ejemplo.

### Islas británicas
Bajo el Acta de Interpretación (1978) del Reino Unido, el término legal Islas británicas (en oposición al término geográfico de Islas británicas) se refiere al Reino Unido de Gran Bretaña e Irlanda del Norte, junto con las dependencias de la corona: las bailías de Jersey y de Guernsey (que en turno incluye a las islas más pequeñas de Alderney, Herm y Sark) en las Islas del Canal; y la Isla de Man. En el frente de los pasaportes emitidos a los residentes de las dependencias de las coronas, las palabras “Reino Unido de Gran Bretaña e Irlanda del Norte” están reemplazadas con “Islas Británicas” seguido del nombre del Estado o isla emisora
.

## Aspectos históricos

### Orígenes de los términos
Los nombres conocidos más tempranos para las islas vienen desde textos de la antigua Grecia. A pesar de que los textos originales están perdidos, pasajes fueron citados o parafraseados por autores posteriores. Partes del Periplo massaliota, un manual para los comerciantes describiendo rutas marítimas del siglo VI AC, fueron usados traducidos en los escritos de Avieno alrededor del 400 d. C.. Irlanda era referida como Ierne (Insula sacra, la isla sagrada, como los griegos lo interpretaron) “habitada por la raza de los Hiberni” (gens hiernorum), y Bretaña como insula Alionum, "isla de los albiones".
 Varias fuentes de alrededor 150 a. C. al 70 d. C. incluyen fragmentos de escritos de viajes del griego antiguo Piteas alrededor del 320 d. C., que también usó los términos “Albión y ‘Ierne” y ha sido descrito como refiriéndose a las islas británicas, incluyendo Irlanda, como las Islas Pretánicas. Los escritores griegos usaron el término αι Βρεττανιαι, que ha sido traducido como las Islas Británicas, y los pueblos de estas islas de Prettanike fueron llamados los Πρεττανοι, Priteni o Pretani. Estos nombres derivan de un término en “lengua celta” que al parecer le llegó a Piteas desde las Galias quienes lo habrían usado como su término por los habitantes de las islas.
Los romanos llamaban a los habitantes de Galia (Francia moderna) Galli o Celtae. El último término vino desde el nombre griego Κελτοι para un pueblo de Europa central, y anticuarios del siglo XVII quienes encontraron conexiones lingüísticas desarrollaron la idea de una raza de Celtas habitando el área, pero este término no fue usado por los griegos o romanos para los habitantes de Bretaña o Irlanda, tampoco hay algún registro de que los habitantes de las islas británicas se refirieran a ellos mismos como tal. Sin embargo, la administración romana incorporaría más tarde la provincia de Britannia en la prefectura del pretorio de las Galias, en común con Hispania, que tenía a los Celtibéricos. Armórica, donde los Bretones se asentarían, era parte de Galia Celtica¡¡, así que al menos había relaciones terciarias entre los Britanos y los Celtas Gálicos. Además, se piensa que los Parisii de Gallia Celtica fundaron Aldborough en Bretaña, los Belgas y los Siluros también vienen de las áreas gálicas, aunque no son estrictamente “celtas”, pero de Galia Belgica y Aquitania.
Prieni es el origen del término galés Prydain, Bretaña, y tiene el mismo origen que el término goidélico Cruithne. Este último se refiere a los habitantes que hablaban britónico temprano de las tierras altas y el norte de Escocia, quienes son conocidos como los Cruithne en gaélico escocés, y a quienes los romanos llamaban pictos o caledonios.

### Romanos

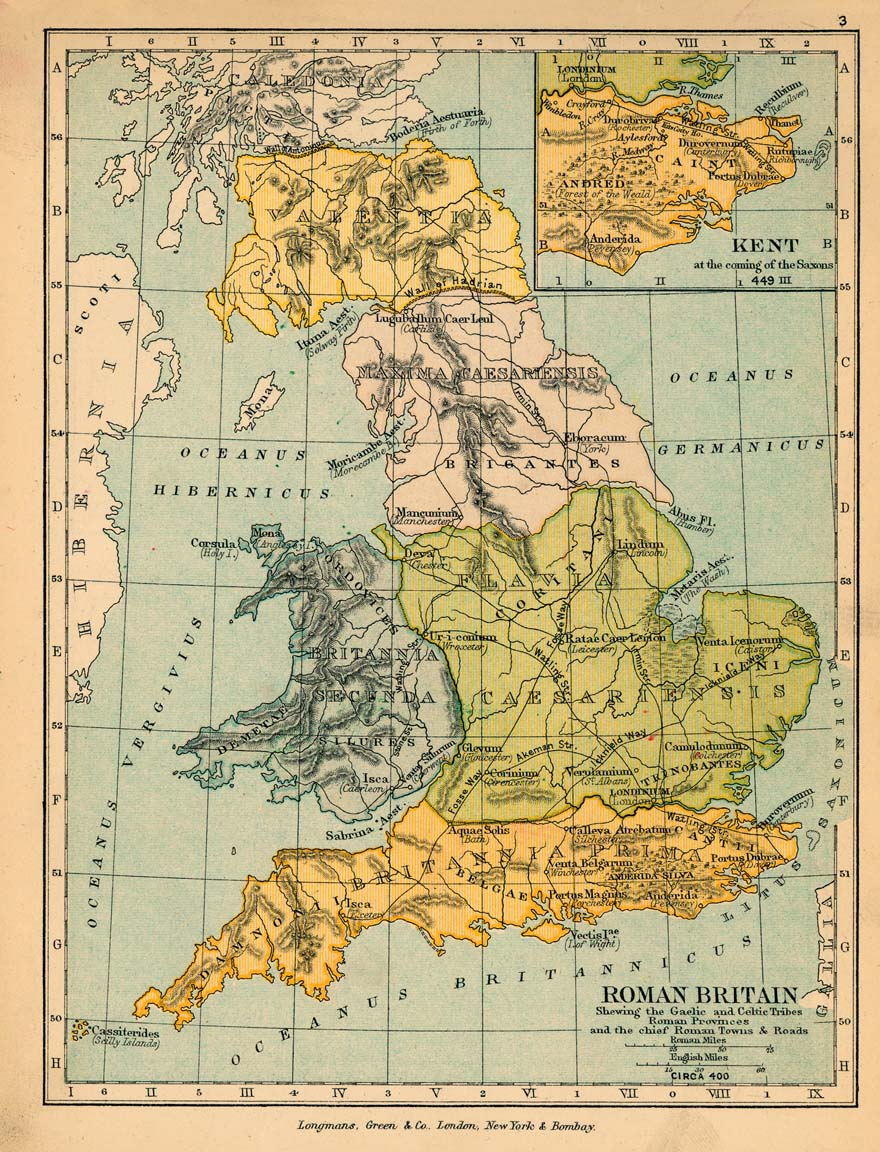
Bretaña romana en 410

Las invasiones de Bretaña por César trajeron descripciones de los pueblos de lo que él llamaba Britannia pars interior, “Bretaña interior”, en el 55 AC. A través del Libro 4 de su Geografía, Estrabón es consistente en la ortografía de la isla Bretaña (transliterado) como Prettanikee; usa los términos Prettans o Brettans libremente para referirse a las islas como un grupo – una generalización común usada por geógrafos clásicos. Por ejemplo, en Geografía 2.1.18: «… οι νοτιώτατοι των Βρεττανών βορειότεροι τούτων εισίν» ("…las más sureña de las Brettans están más al norte que esto"). Él estaba escribiendo alrededor del 10 d. C., a pesar de que la copia sobreviviente más antigua data del siglo VI.
Plinio el Viejo escribiendo alrededor del 70 d. C. usa la versión latina de la misma terminología en la sección 4.102 de su Naturalis historia. Él escribe de Gran Bretaña: Albion ipsi nomen fuit, cum Britanniae vocarentur omnes de guibus mox paulo dicemus. (“Albión era su propio nombre, cuando todas [las islas] eran llamadas las Britannias; hablaré de ellas en un momento”). En la siguiente sección, 4.103, Plinio enumera las islas que él considera que constituyen las Britannias, listando Gran Bretaña, Irlanda, y muchas islas más pequeñas.
En su Geografía escrita a mitad del siglo II y probablemente describiendo la posición alrededor del 100 d. C., Claudio Ptolomeo incluye a ambas, Bretaña e Irlanda – la llama Hibernia – en el grupo de islas que él llama Britannia. Él titula al Libro II, Capítulo 1 como Hibernia, Isla de Britannia, y Capítulo 2 como Albión, Isla de Britannia.
El nombre Albion para Gran Bretaña dejó de ser usado, y la isla fue descrita en griego como Πρεττανία o Βρεττανία, en latín Britannia, un habitante como Βρεττανός, Britannus, con el adjectivo Βρεττανικός, Britannicus, equivalente de ‘’Británico’’. Con la conquista romana de Britania el nombre Britannia fue usado para la provincia de Britania romana. El emperador Claudio fue honrado con el agnomen Britannicus como si hubiera sido el conquistador, y monedas fueron acuñadas desde el 46 d. C. inscritas DE BRITAN, DE BRITANN, DE BRITANNI o DE BRITANNIS. Con la visita de Adriano en 121 d. C. las monedas introdujeron una figura femenina con la etiqueta BRITANNIA como una personificación o diosa del lugar. Estas monedas romanas y las posteriores introdujeron una figura sentada de Britannia que sería reintroducida en el siglo XVII.
En años posteriores del gobierno romanos, los Britanos que dejaron inscripciones latinas, tanto en las islas como por todo el imperio, a menudo se describían a ellos mismos como Brittanus o Britto, y donde describían su ciudadanía la daban como cives de una tribu británia o de una patria de Britannia, no Roma. Desde el siglo IV, muchos Britanos migraron de la Bretaña romana a través del Canal de la Mancha y fundaron Bretaña.

### Periodo medieval

Mapa de Bretaña con parte de Irlanda en 802

Mientras que el latín permanecía como el idioma del aprendizaje, desde el periodo temprano del Medioevo comienzan a aparecer registros en lenguas nativas. La fuente indígena más antigua que usa un término colectivo para el archipiélago es la Vida de Santa Columba, una hagiografía que registra las actividades misioneras del monje irlandés del siglo VI San Columba entre los pueblos de lo que ahora es Escocia. Fue escrita en la parte final del siglo VII por Adomnán de Iona, un monje irlandés que vivía en las islas Hébridas interiores. El término colectivo para el archipiélago usado dentro de este trabajo es ‘’’Oceani Insulae’’’ significando ”Islas del Océano” (Libro 2, 46 en la edición Sharpe = Libro 2, 47 en la edición Reeves), es usado escasamente y no se hace ninguna referencia colectiva derivada de ‘’Priteni’’.
Otra fuente nativa temprana que usa un término colectivo es la Historia ecclesiastica gentis Anglorum de Beda, escrita a comienzos del siglo VIII. El término colectivo para el archipiélago usado dentro de esta obra es insularum que significa “islas” (Libro 1, 8) y es también usado escasamente. Él dijo que Bretaña “estudia y confesa uno y el mismo conocimiento de la verdad más alta en las lenguas de cinco naciones, a saber los anglos, los britanos, los escoceses, los pictos y los latinos”, distinguiendo entre las lenguas británicas de los “antiguos britanos” o hablantes de Galés antiguo y otros grupos lingüísticos.
Los primeros reinos celtas, sajones y vikingos tales como Rheged, Strathclyde y Wessex se amalgamaron, llevando a la formación de Escocia, Inglaterra y Gales. En Irlanda normanda, los señores locales ganaron considerable autonomía del Señorío de Irlanda hasta que se volvió el Reino de Irlanda bajo control directo de Inglaterra.

### Cartógrafos renacentistas

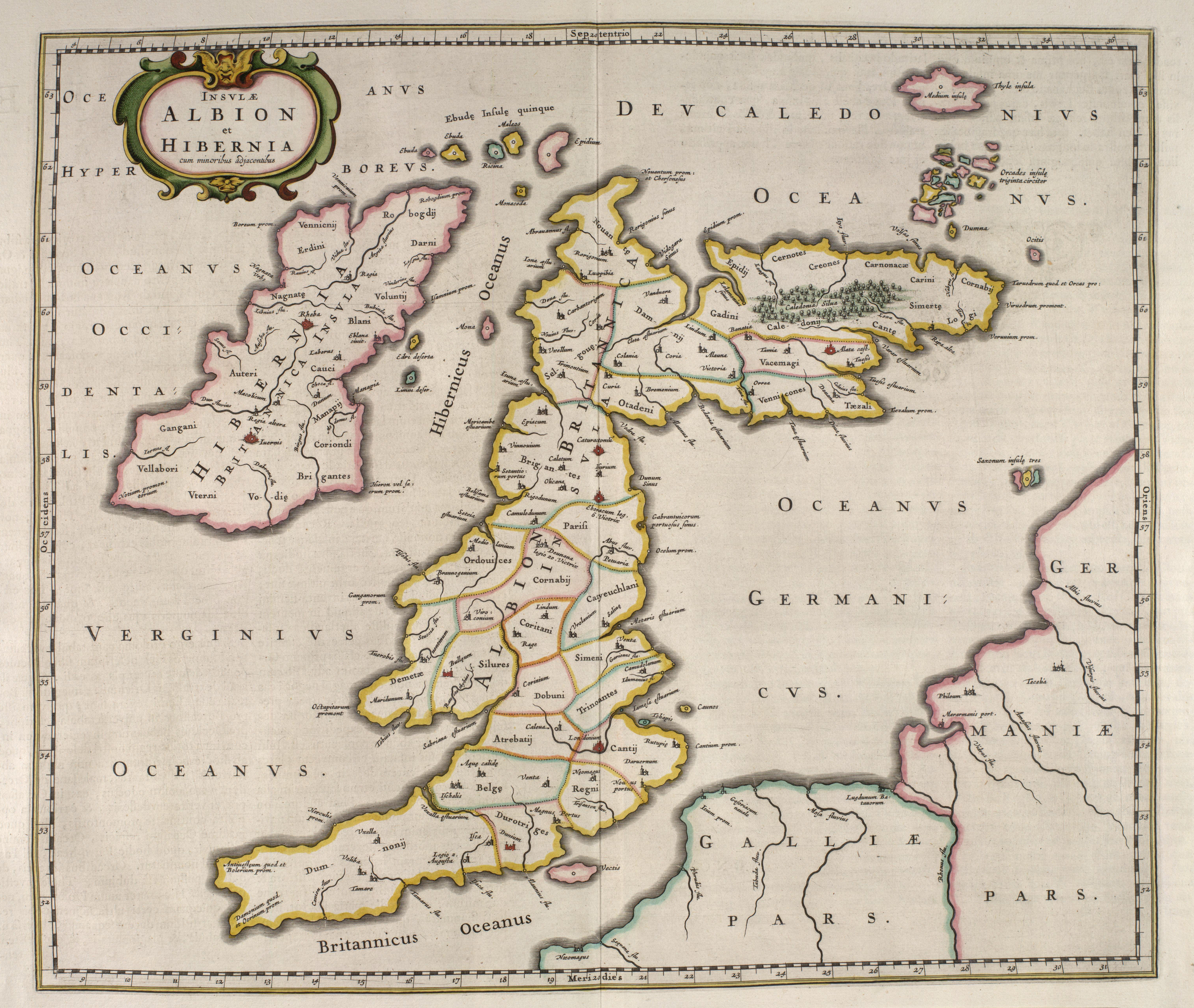
El Atlas Joan Blaeu de 1654 de Escocia, Insulæ Albion et Hibernia cum minoribus adjacentibus: Gran Bretaña está etiquetada como Albion Britannica insula y l'Irlanda está etiquetada como Hibernia Britannica insula

Abraham Ortelius hace claro su entendimiento de que Inglaterra, Escocia e Irlanda estaban políticamente separadas en 1570 por el nombre completo de su mapa: ”Angliae, Scotiae et Hiberniae, sive Britannicar. insularum descriptip” que se traduce como ”Una representación de Inglaterra, Escocia e Irlanda, o islas de Britannica”. Adicionalmente muchos mapas de este periodo muestras a Gales y Cornwall como naciones separadas, más notablemente aquellos de Mercator.
Mapas del periodo Medieval, Renacentista y posteriores a menudo hacían alusión a ‘’Albión’’. Este término arcaico fue usado originalmente por Ptolomeo y Plinio para referirse a la isla de Gran Bretaña. En siglos posteriores su significado cambió para referirse sólo al área que hoy llamamos Escocia (Albany o Alba en gaélico). Albión ha sobrevivido como un nombre poético de Bretaña pero no en el lenguaje diario.

### SiglosXVIIIyXIX

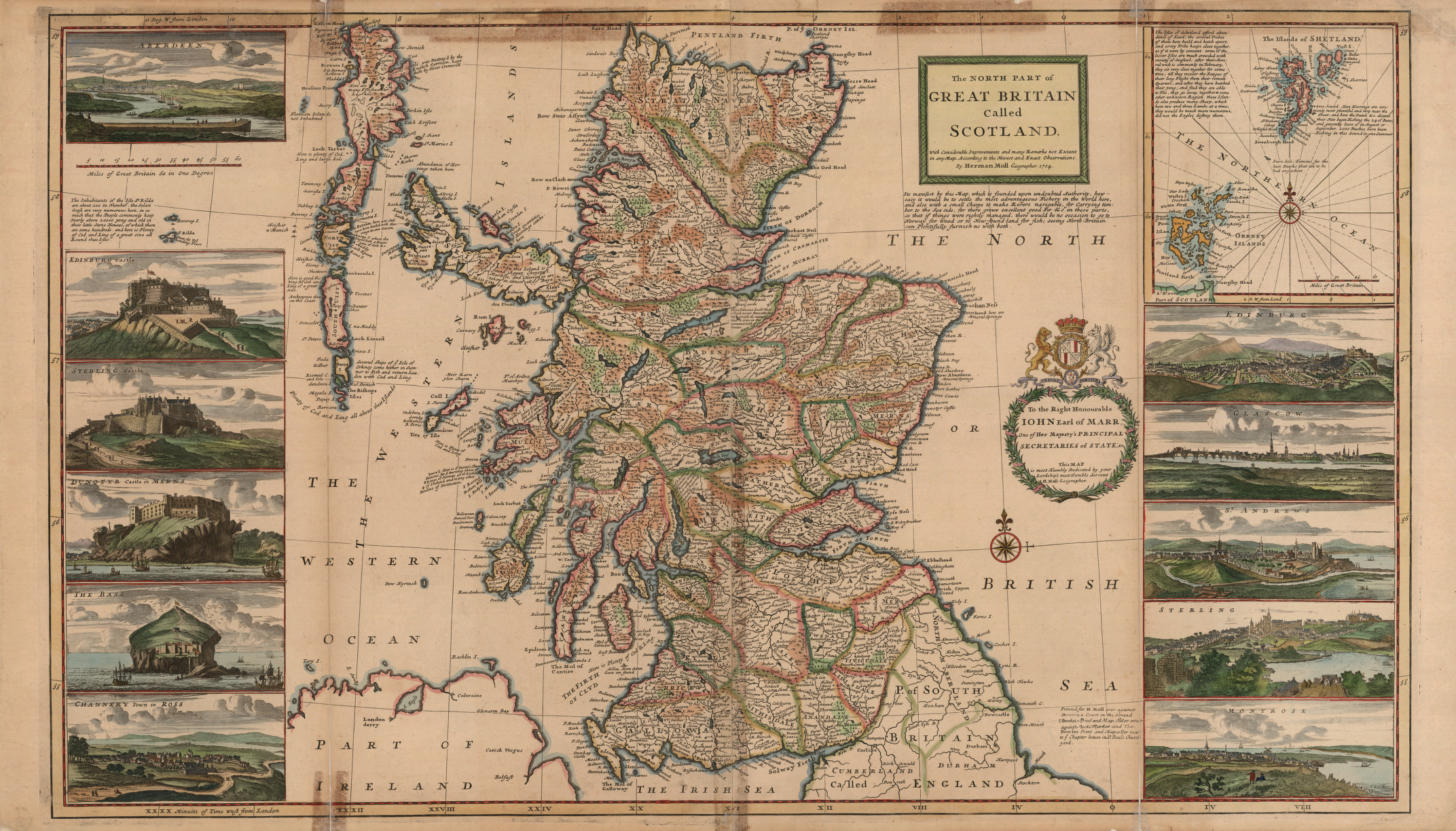
Un mapa de 1726 mostrando “La parte norte de Gran Bretaña llamada Escocia” (The north part of Great Britain called Scotland)

Tras el Acta de Unión (1707), surgió una costumbre, particularmente en Escocia, de referirse a Escocia e Inglaterra como Bretaña del Norte y Bretaña del Sur respectivamente. Estos términos ganaron popularidad durante el siglo XIX. Los ejemplos más duraderos de este uso estaba en el nombre del North British Railway, que se volvió parte del London and North Eastern Railway en 1923, y en el nombre del Hotel North British, construido por el ferrocarril en Edimburgo en 1902, que retuvo el nombre hasta que reabrió en 1991 como el Hotel Balmoral.

### Evolución de reinos y estados

Una línea del tiempo de los Estados en las islas británicas, (‘’Irlanda’’ continúa existiendo, pero la descripción ‘’República de Irlanda’’ es usada como un desambiguador en este caso.)

El diagrama de la derecha da una indicación de la evolución de los reinos y estados. En 1603 el Rey escocés Jacobo VI heredó el trono inglés como "Jacobo I de Inglaterra". El rey se llamó a sí mismo como Jacobo I de Gran Bretaña’’, aunque ambos Estados mantuvieron su soberanía y parlamentos independientes, el Parlamento de Escocia y el Parlamento de Inglaterra. (El término “Gran Bretaña”, según se informa, data desde tan temprano como 1474, y estuvo en uso común desde mediados del siglo XVI hacia delante.).
El Acta de Unión (1707) unió Inglaterra y Escocia en el Reino Unido de Gran Bretaña bajo el Parlamento de Gran Bretaña, después en 1800 Irlanda se encontró bajo control del gobierno británico por el Acta de Unión (1800) creando el Reino Unido de Gran Bretaña e Irlanda. El descontento irlandés culminó con la guerra irlandesa de independencia y en 1922 con la separación del Estado Libre Irlandés, que más tarde se volvería una república con el nombre Irlanda. El noreste mayoritariamente protestante continuó siendo parte de lo que se volvió el Reino Unido de Gran Bretaña e Irlanda del Norte.
Los Territorios británicos de ultramar tales como las Bermudas, Gibraltar, Hong Kong, las islas Malvinas, y el territorio antártico británico tienen (o han tenido) diversas relaciones con el RU. La Mancomunidad de Naciones, inicialmente formalizada en 1931 (la Mancomunidad Británica hasta 1949), es una asociación de Estados independientes aproximadamente correspondiente con el antiguo Imperio británico. (Esto no tiene relación con la Mancomunidad de Inglaterra, una breve república que reemplazó los reinos anteriores durante el Interregno inglés (1649-1660).)

## Adjetivos
Los adjetivos usados para describir los contenidos y atributos de las varias partes constituyentes de las islas británicas también causan confusión.
En la ausencia de un solo adjetivo para referirse al Reino Unido, Británico es generalmente usado para referirse al Reino Unido como un todo. Sin embargo, en un sentido físico geográfico específico, Británico es usado para referirse a la isla de Gran Bretaña. Miembros de comunidades unionistas en Irlanda del Norte pueden describirse a sí mismos como Británicos aun cuando ellos no están en la isla de Gran Bretaña, pues esto refleja una identidad política y cultural.
El engorroso adjetivo Gran Británico es usado muy raramente para referirse a Gran Bretaña, así como para generar un calambur con la palabra Gran en inglés, como en ‘’Great British Food’’ (Con las acepciones “Gran comida Británica” y ”Comida gran británica”).
Irlandés, e un sentido político, es usado para referirse a la República de Irlanda. Irlanda del Norte, como parte constituyente del Reino Unido, podría ser incluido dentro del término incluyente Británico, aunque muchos unionistas en Irlanda del Norte también se consideran irlandeses. Para ser más específico, Irlandés del Norte es, por tanto, de uso común. Los miembros de comunidades nacionalistas no se describirían a sí mismos como británicos y solamente usarían los términos irlandés, o específicamente irlandés del Norte cuando se requiere.
El término Úlster también puede ser usado como un adjetivo (ej. “Royal Ulster Constabulary”), pero es más bien usado por unionistas y tiene connotaciones políticas de la misma manera que su uso como sustantivo (porque sólo seis de los nueve condados tradicionales de Úlster, a saber Antrim, Armagh, Down, Fermanagh, Londonderry y Tyrone, están incluidos en Irlanda del Norte y los restantes tres condados, Cavan, Donegal y, Monaghan forman parte de la República). El término Ulsterman (o Ulsterwoman) es común y no tiene connotaciones políticas. De la misma manera, nacionalistas pueden atribuir lo que ven como los aspectos menos atractivos de Irlanda del norte a Bretaña o incluso a Inglaterra.
Es de notar que el término geográfico mar de Irlanda parece haber escapado de connotaciones políticas, aunque el control territorial de las aguas del mar de Irlanda está dividido entre la República de Irlanda y el RU, y también incluye una dependencia de la Corona británica, la Isla de Man-y aun así parece no haber ninguna controversia con el uso del término que sea análogo del de “Islas Británicas”. El canal del Norte se encuentra cerca de la costa este de Irlanda del Norte y se extiende por alrededor de dos tercios de la costa este de Irlanda del Norte.
El “del Norte” en “Irlanda del Norte” no es completamente exacto. El punto más al norte de la isla, cabo Malin está en al República de Irlanda — en la península de Inishowen en el condado de Donegal.
Escocés, Inglés y Galés se explican a sí mismos pero el término Inglés es usado incorrectamente significando Británico también. Los americanos y europeos a menudo usan el término de esta manera.

## Problemas con el uso de los términos

### Islas británicas
La definición de diccionario para islas británicas es que es un término geográfico que se refiere a la totalidad de Irlanda y Gran Bretaña así como a las islas circundantes. Es usado a veces incorrectamente como si fuera idéntico al Reino Unido; o para referirse a Gran Bretaña y las islas circundantes excluyendo a la isla de Irlanda enteramente. La BBC y The Times tienen guías de estilo que indican la definición de diccionario pero el mal uso ocasional puede ser encontrado en sus sitios web.
El término islas británicas también puede ser considerado irritante u ofensivo para algunos ya que la asociación moderna del término británico con el Reino Unido hace su aplicación a Irlanda inapropiada.
La política del gobierno de la República de Irlanda es que ningún organismo gubernamental debe usar el término, y aunque es usado ocasionalmente con un sentido geográfico en los debates parlamentarios irlandeses, a menudo se hace de modo que excluya a la República de Irlanda. En octubre de 2006, The Times citó a un portavoz de la embajada irlandesa en Londres diciendo que desaconsejarían su uso.
Durante una visita de escala a la República de Irlanda en 1989, el líder de la URSS, Mijaíl Gorbachov, indicó que asumía que el jefe de Estado de Irlanda era la Reina Isabel II, dado que era la "reina británica" y sus ayudantes dijeron que Irlanda era parte de las islas británicas.
En Irlanda del Norte, algunos nacionalistas rechazan el término y en su lugar usan estas islas o Bretaña e Irlanda como alternativa.
Ha habido varias sugerencias para reemplazar el término islas británicas. Dado que no existe un término único y aceptado para reemplazarlo, se emplean los términos Gran Bretaña e Irlanda, islas británicas e Irlanda y Bretaña e Irlanda.

### Irlanda
La palabra Irlanda tiene dos significados.
1. Es el nombre oficial del Estado que ocupa cinco sextos de la isla.
2. Es el término geográfico para la isla completa; para evitar ambigüedad a veces se usa ‘la isla de Irlanda’, específicamente en política.

### Úlster
La palabra Úlster tiene dos usos.
1. Es el nombre de una de las cuatro provincias de Irlanda, consistiendo de los nueve condados más al norte de la isla. Su jurisdicción está dividida entre el Reino Unido (seis condados) y la República de Irlanda (tres condados).
2. Es un nombre alternativo de Irlanda del Norte, usado por muchos de la comunidad unionista. Consiste de los seis contados al noreste de la isla que permanecen como parte del Reino Unido.

### Inglaterra

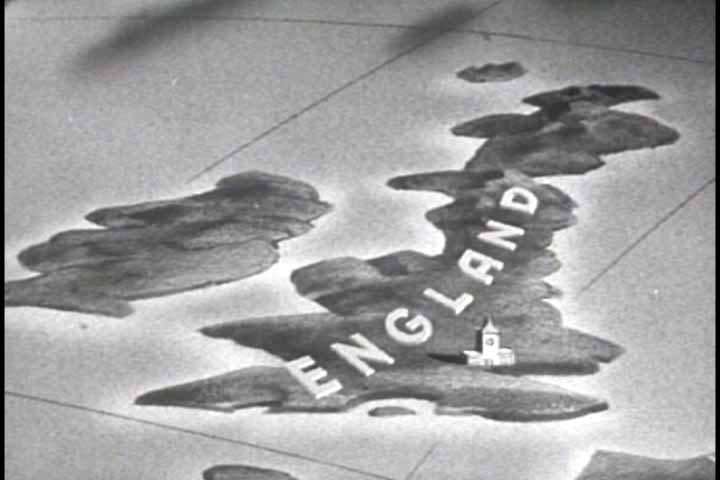
Una imagen de la serie de películas propagandísticas de 1943 “Why We Fight’’, que sugiere que el nombre “Inglaterra” se aplica a toda Gran Bretaña

La palabra “Inglaterra” es usada coloquialmente e incorrectamente en países fuera del RU para referirse a Gran Bretaña – o el Reino Unido como un todo— ofendiendo a aquellos en partes no inglesas de Bretaña. De manera similar, referencias a Inglaterra como una isla a un “pasaporte inglés”, o a lugares escoceses o galeses como estando en Inglaterra son ejemplos del uso incorrecto del término “Inglaterra”.
Hay instacias históricas de referencias patrióticas de “Inglaterra” que pretenden incluir a Escocia y Gales también. Por mucho tiempo era común para los fanáticos de la selección de fútbol de Inglaterra agitar la Bandera del Reino Unido – con el uso de la bandera de la cruz de San Jorge, específicamente inglesa, ganando popularidad a partir de la Eurocopa 1996.
El uso coloquial de “Inglaterra” como un sinónimo para “Bretaña” está aún muy extendido fuera del RU. En Alemania, el término “Inglaterra” es usado para referirse a Gran Bretaña o incluso al Reino Unido. En muchas otras lenguas, tales como el chino, japonés o coreano, la palabra para “inglés” es sinónimo con “británico”.

## Más información

### Isla de Man e Islas del Canal
La Isla de Man y las dos bailías e las Islas del Canal son dependencias de la corona; eso es, naciones no soberanas, autogobernantes pero cuya soberanía es mantenida por la corona británica. Controlan sus asuntos internos, pero no su defensa ni relaciones internacionales. Son parte del Reino Unido pero no de la Unión Europea.
- La Isla de Man es parte de las islas británicas, situada en el mar de Irlanda entre Gran Bretaña e Irlanda.
- Las islas del Canal consisten políticamente de dos bailías autogobernantes; la Bailía de Guernsey y la Bailía de Jersey. Son los restos del Ducado de Normandía, que estuvo alguna vez en unión personal con el Reino de Inglaterra. Son, algunas veces, a pesar de su ubicación junto a Francia, consideradas como parte de las islas británicas. Este uso es más político que geográfico.
- La isla de Man y las islas del Canal son islas británicas en la ley del Reino Unido.

### Nombres celtas
Hay cinco lenguas celtas en la región. Cada una tiene nombres para las islas y países de las islas británicas. Están divididos en dos ramas:
- Britónica – que incluye el galés y el córnico
- Goidélica – que incluye el irlandés, el gaélico escocés y el manés

Algunos nombres son:
|                            | Cornwall | Gales              | Irlanda  | Irlanda del Norte  | República de Irlanda  | Escocia  | Man     | Inglaterra    |
| -------------------------- | -------- | ------------------ | -------- | ------------------ | --------------------- | -------- | ------- | ------------- |
| Córnico (Kernewek)         | Kernow   | Kembra             | Iwerdhon | Iwerdhon Gledh     | Repoblek Iwerdhon     | Alban    | Manow   | Pow an Sawson |
| Galés (Cymraeg)            | Cernyw   | Cymru              | Iwerddon | Gogledd Iwerddon   | Gweriniaeth Iwerddon  | Yr Alban | Manaw   | Lloegr        |
| Irlandés (Gaeilge)         | an Chorn | an Bhreatain Bheag | Éire     | Tuaisceart Éireann | Poblacht na hÉireann  | Albain   | Manainn | Sasana        |
| Gaélico Escocés (Gàidhlig) | a' Chòrn | a' Chuimrigh       | Èirinn   | Èirinn a Tuath     | Poblachd na h-Èireann | Alba     | Manainn | Sasainn       |
| Manés (Gaelg)              | yn Chorn | Bretyn Beg         | Nerin    | Nerin Twoaie       | Pobblaght Nerin       | Nalbin   | Mannin  | Sostyn        |

Nota: En irlandés de hecho hay varios términos para Irlanda del Norte: An Tuaisceart, que significa “el Norte”, es usualmente usado pero un término más reciente para uso oficial es Tuaisceart Éireann.
En inglés Galés proviene de una raíz germánica que significa “extranjero” (cognado con Valonia y Valaquia, y también cognado con la palabra usada en alemán medieval para referirse a los franceses o italianos). Los nombres en inglés Albión y Albany están relacionados con Alba y usados poéticamente para Inglaterra o Escocia, o para toda la isla de Gran Bretaña. La forma inglesa Erin es una nombre poético para Irlanda derivado de ‘’Éire’’ (más bien, de su forma dativa Éirinn).

### Los términos para las islas británicas en el idioma irlandés
En irlandés, el término Oileáin Bhriotanacha está comprobado como una versión del término islas británicas. En este sentido Briotanach se refiere al pueblo británico en el sentido de que las islas les pertenecen. Otra traducción es Oileáin Bhreataineacha, que es usado en un libro de 1937 traducido al irlandés desde el inglés. En este caso, Breataineach se refiere al pueblo de la isla de Gran Bretaña, de nuevo en el sentido de que las islas les pertenecen. Ninguno de esos dos términos es usado frencuentemente en irlandés.
Diccionarios anteriores dan Oileáin Iarthair Eorpa como la traducción, significa literalmente Islas Europeas Occidentales. Hoy el término más común es Éire agus an Bhreatain Mhór que significa Irlanda y Gran Bretaña, como lo dicen diccionarios terminológicos.

## Argot
Blighty es una palabra para Bretaña derivada de la palabra indostánica bilāyatī (“extranjero”). Dependiendo del usuario, su significado puede ser afectivo o peyorativo. Fue usado frecuentemente por soldados británicos en el extranjero durante la Primera Guerra Mundial.

## Europa
El término “Europa” puede ser usado en uno de varios contextos diferentes por la gente británica e irlandesa; ya sea para referirse a todo el continente europeo, para referirse sólo a Europa continental a veces llamada simplemente ”el Continente" por algunos en el archipiélago-como en el titular del periódico apócrifo “Niebla envuelve al Canal, el continente aislado.”
Europa y el adjetivo europeo también pueden ser usados en referencia a la Unión Europea, particularmente en contextos peyorativos tales como “Las nuevas regulaciones emitidas por Europa”.